# Amélie Mauresmo
Amélie Simone Mauresmo (født 5. juli 1979 i Saint-Germain-en-Laye, Frankrig) er en tidligere professionel tennisspiller fra Frankrig. Siden hun stoppede sin aktive tenniskarriere har hun trænet blandt andre Marion Bartoli og Andy Murray. Hun blev optaget i International Tennis Hall of Fame i 2015.